# Kanton Saint-Nicolas-du-Pélem
Kanton Saint-Nicolas-du-Pélem (fr. Canton de Saint-Nicolas-du-Pélem) je francouzský kanton v departementu Côtes-d'Armor v regionu Bretaň. Tvoří ho osm obcí.

## Obce kantonu
- Canihuel
- Kerpert
- Lanrivain
- Peumerit-Quintin
- Saint-Connan
- Saint-Gilles-Pligeaux
- Saint-Nicolas-du-Pélem
- Sainte-Tréphine